# 小田彦三郎
小田 彦三郎（おだ ひこさぶろう）は、幕末の志士、水戸藩士。坂下門外の変に際して脱藩して襲撃側に加わり闘死した。

## 略歴
文久2年（1862年）同藩浪士平山兵介、常陸の黒沢五郎・高畑総次郎、下野の河野顕三、越後の川本杜太郎とともに江戸城外坂下門で登城する安藤の行列を襲撃するが、安藤を負傷させるに留まり、同志らとともに闘死した。